# 上海市革命委员会
上海市革命委员会是上海市的革命委员会，简称上海市革会、上海市革委或上海市革委会，是文化大革命及其后一段时期上海市地方政权机关，于1967年2月成立，1979年12月撤销，重新设立上海市人民政府。

## 历史
文化大革命期间，上海市的造反派于1967年1月“一月风暴”中夺取了上海市人民委員会各级机关的权力，2月5日成立的新政权，称上海人民公社临时委员会。2月12日，毛泽东与张春桥、姚文元、王力和戚本禹谈话，说服他们放弃人民公社称号。2月20日，毛泽东指出“还是叫革命委员会好”。2月23日，上海人民公社临时委员会改名为上海市革命委员会，是党政合一的临时机构。1971年中共上海市委重新召开会议，一部分系统被划入市委。1979年12月，市革命委员会被撤销，上海市人民政府重新设立。

## 机构
→代表1976年文革结束后仍残留的革委会的改组机构

### 计划
经济计划组、综合计划统计组→计划委员会

### 经济
工业组、工业交通组→工业交通办公室

### 建设
（无）→基建组→基础建设委员会

### 农业
农村组、郊区组→农业办公室

### 科学技术
科学技术组→科学技术委员会

### 对外经济贸易
（无）→出口办公室→进出口办公室

### 商业
财贸组→财政贸易办公室

### 教育、卫生、宣传
教育卫生组、政宣组→文教组→教育卫生办公室

### 成人教育
（无）→工农教育委员会

### 机构编制
组织组

## 主要领导人

### 文化大革命期间
- 时间：1967年2月至1976年10月
- 主任：张春桥
- 第一副主任：姚文元
- 副主任：王洪文、徐景贤、王秀珍（1970年3月上任）、杨富珍（1970年3月上任）、马天水、王维国（1970年3月上任、1971年9月离任）、陈敢峰（1970年3月上任）、王少庸（1970年3月上任）、刘耀宗（1970年3月上任）、高志荣（1970年3月上任）、周丽琴（1970年3月上任）、赵林根（1970年3月上任、1972年12月免职）、周纯麟（1970年12月上任）、武占魁（1972年11月上任）、王一平（1972年11月上任）、金祖敏（1972年11月上任）、冯国柱（1972年11月上任）、陈丕显（1975年9月上任、当年10月调离）、杨西光（1975年11月上任）

### 过渡时期
过渡时期领导人由中央直接任命
- 时间：1976年10月至1977年12月
- 主任：苏振华
- 第一副主任：倪志福
- 第二副主任：彭冲
- 副主任：林乎加（1977年1月上任）、严佑民（1977年1月上任）、赵行志（1977年1月上任）、王一平（1977年1月上任）、周纯麟（1977年1月上任）、杨西光（1977年1月上任）、杨富珍（1977年1月上任）

### 第七届人民代表大会期间
- 时间：1977年12月至1979年12月
- 主任：苏振华（1979年1月调离）、彭冲（1979年1月上任）
- 第一副主任：倪志福（1979年1月调离）
- 第二副主任：彭冲（1979年1月离任）
- 副主任：周纯麟（1978年6月调离上海）、林乎加（1978年10月调离）、严佑民、王一平、韩哲一、陈锦华、赵行志、杨富珍、王鉴、杨西光（1978年4月调离）、杨恺、杨士法（1978年5月上任）、杨心培（1978年5月上任、1979年4月免职）、裴先白（1978年5月上任）、钟民（1979年4月上任）、陈宗烈（1979年4月上任）、张承宗（1979年4月上任）、狄景襄（1979年4月上任）